# Arctepidosis jamalensis
Arctepidosis jamalensis är en tvåvingeart som beskrevs av Boris Mamaev 1990. Arctepidosis jamalensis ingår i släktet Arctepidosis och familjen gallmyggor. Inga underarter finns listade i Catalogue of Life.